# Kleopatra Thea
Kleopatra Thea (164 p.n.e. – 121 p.n.e.) — królowa państwa Seleucydów, panowała w latach 126-121 p.n.e., córka władcy Egiptu Ptolemeusza VI Filometora. Matka Antiocha VI Epifanesa Dionizosa, Seleukosa V Filometora, Antiocha VIII Gryposa i Antiocha IX Kyzikenosa, żona Aleksandra Balasa, Demetriusza II Nikatora i Antiocha VII Sidetesa. Thea w języku greckim oznacza bogini.

## W ręku ojca
Starania Demetriusza I o wzmocnienie znaczenia państwa syryjskiego wywołały kontrakcję jego sąsiadów. Król Pergamonu znalazł w Smyrnie młodzieńca podobnego z sylwetki i rysów twarzy do Antiocha IV Epifanesa i ogłosił, że jest on jego synem i dziedzicem. Pretendenta, o imieniu Balas, poparli Rzymianie i Egipt. Demetriusz obawiając się najgorszego, odesłał swych młodych synków do Kaunos w Azji Mniejszej. Po wkroczeniu do Syrii armii interwencyjnych pergamońskiej i egipskiej, zginął w bitwie w 150 roku przed Chr. Król egipski Ptolemeusz VI, świadom tego, że Balas jest marionetką na syryjskim tronie, wydał za niego swą najstarszą córkę, 15-letnią wówczas Kleopatrę Theę, poprzez którą chciał mieć wpływ na politykę Syrii, a w przyszłości odzyskać Celesyrię. W 146 roku Kleopatra urodziła Balasowi syna Antiocha.
Balas zadowolił się wystawnymi ucztami i towarzystwem pięknych kobiet. Rządy krajem pozostawił swym faworytom. W narastającym chaosie wiosną 147 wylądował w Syrii z armią najemników kreteńskich, 14-letni syn Demetriusza I, również Demetriusz. Kiedy okazało się, że armia syryjska przeszła na stronę młodego Demetriusza, Ptolemeusz VI zajął Celesyrię. Oskarżył następnie Balasa o zamach na swoje życie i odebrał mu Kleopatrę, by jej rękę wraz z propozycją przymierza ofiarować nowemu władcy Syrii. Ceną przymierza miało być przekazanie Celesyrii Egiptowi. W 145 roku Balas podjął jednak jeszcze jedną próbę odzyskania władzy. Został wprawdzie w bitwie pod Ojnaparos pobity i zmuszony do ucieczki. W bitwie zginął jednak również ojciec, dwudziestoletniej już wówczas Kleopatry.

## Małżonka królów
Z Demetriuszem II Nikatorem Kleopatra Thea miała synów Seleukosa V Filometora i Antiocha VIII Gryposa. Młody król bardzo szybko zraził sobie mieszkańców kraju bezprzykładnym okrucieństwem. Stłumił wprawdzie krwawo powstanie mieszkańców stolicy, w następnym roku przyszło mu się jednak zmierzyć z dawnym współpracownikiem Balasa, Diodotosem Tryfonem, który odnalazł, oddanego pod opiekę szejkowi arabskiemu, syna Balasa i Kleopatry Thei, dwuletniego Antiocha VI Epifanesa Dionizosa i w jego imieniu upomniał się o prawa do tronu syryjskiego. Latem 144 roku pokonał Demetriusza w bitwie i zmusił go do opuszczenia Antiochii. W krótkim czasie opanował prawie całą Syrię, spychając przeciwnika do nadmorskiej Cylicji. Demetriuszowi udało się w 142 roku zawrzeć przymierze z Żydami, nie zdążył już jednak przejść do kontrofensywy, bo w 141 roku północną połać jego państwa, z Babilonem, zajęli Partowie. W odwecie zaatakował wprawdzie z powodzeniem Medię, ale w 139 roku dostał się do niewoli partyjskiej. Król Partów Mitrydates I ożenił królewskiego jeńca ze swą córką Rhodogune i umieścił w najbardziej oddalonej od Syrii prowincji swego państwa, w Hyrkanii, nad Morzem Kaspijskim.
Na wieść o uwięzieniu Demetriusza Tryfon postanowił sięgnąć po władzę nad państwem. Nakłonił młodego króla do poddania się operacji, której pacjent nie przeżył i po uzyskaniu poparcia armii sam ogłosił się królem. Zamknięta za murami Seleucji Kleopatra, za namową swych doradców zdecydowała się tymczasem oddać rękę i koronę młodszemu bratu Demetriusza, Antiochowi VII Sidetesowi. Okazało się wówczas jak wielkie było przywiązanie ludności do dynastii Seleucydów. Armia przeszła na stronę nowego władcy. Tryfon pobity w kilku bitwach, schronił się w Apamei i odebrał sobie życie. W następnych latach Sidetes podporządkował sobie Judeę. W 131 roku poddała mu się Jerozolima. W 130 roku z 300-tysięczną armią przekroczył Eufrat. W trzech bitwach rozbił armię partyjską i odzyskał Babilon. Pod koniec 130 roku był już panem całej Wyżyny Irańskiej. Wiosną 129 roku z małym podjazdem trafił na główne siły partyjskie i zginął w nierównej walce. Ze związku Kleopatry z Sidetesem narodził się Antioch IX Kyzikenos.
Wkrótce potem, zapewne nie bez poparcia króla partyjskiego, który miał kłopoty na wschodzie swego państwa, z niewoli powrócił Demetriusz II Nikator. Miasta syryjskie pamiętał mu jednak jeszcze jego okrucieństwa, raził również jego partyjski sposób bycia. Kleopatra, była gotowa rządzić samodzielnie w imieniu swych małoletnich synów, z których tylko Seleukosa pozostawiła przy sobie, młodszego Antiocha wysłała na naukę do Aten, a syna Siditesa, z ostrożności aż do Kyzikos w Popontydzie. Nie uznała Demetriusza za swego męża, zarzucając mu, że swą aktualną żonę pozostawił w Hyrkanii. W tej sytuacji Demetriusz skorzystał z prośby o pomoc ze strony królowej egipskiej Kleopatry, matki Thei, która rządziła chwilowo samodzielnie, wygnawszy swego małżonka i brata Ptolemeusza VII Euergetesa Fyskona. Poniósł jednak klęskę w starciu z Fyskonem. Król egipskie chcąc mu przysporzyć kłopotów wynalazł  i wysłał do Syrii pewnego młodzieńca, którego rzekomo miał usynowić przed swą śmiercią Sidetes. Nadał mu imię Aleksandra, a Syryjczycy nazwali go Zabinas, co po aramejsku znaczy kupiony. Ustępliwy i Łagodny Zabinas szybko zdobył sobie zaufanie. Większość miast syryjskich przeszła na jego stronę. Po Damaszkiem rozbił armię Demetriusza. Pokonany król próbował szukać schronienia w Ptolemais, gdzie schroniła się Kleopatra Thea, bramy jednak zastał z jej rozkazu zamknięte. Wsiadł więc na statek i odpłynął do Tyru, gdzie został pojmany i po wymyślnych torturach stracony.

## Rządy Thei
Po śmierci Demetriusza Thea uznała się za jedyną prawowitą władczynię państwa Seleukidów. Była żoną kolejno trzech królówː Balasa, Demetriusza i Sidetesa, a każdy z nich jej w pewnej mierze zawdzięczał tron. Z wolna doszła do przekonania, że jest uosobieniem władzy i może ją przekazywać komu zechce. Potwierdzał ten pogląd los Demetriusza. Kiedy więc w 125 roku po władzę nad państwem sięgnął jej 19-letni syn Seleukos, Kleopatra nie zawahała się go zgładzić. Po jego śmierci Thea zaczęła bić monety ze swym wizerunkiem. Na monetach była przedstawiana w diademie, a napis głosił chwałę królowej Kleopatry Thei.
Po śmierci Seleukosa Thea sprowadziła z Aten młodszego syna Demetriusza, Antiocha, który zyskał przydomek Grypos — Krzywonosy. Uczyniła go współrządcą, choć faktycznie nie miał udziału w rządach. W tym czasie udało się Thei i bawiącej u niej, wygnanej z Egiptu, jej matce Kleopatrze II, doprowadzić do porozumienia z królem Egiptu Ptolemeuszem Euergetesem Fryskonem. Zgodził się on na powrót swej siostry-małżonki do Egiptu, a z siostrzenicą zawarł przymierze przypieczętowane ślubem jego najstarszej córki Tryfajny z Gryposem. Przymierze z Fryskonem oznaczało dla Thei cofnięcie egipskiego poparcia dla uzurpatora Aleksandra Zabinasa. Połączone siły Thei i Gryposa rozbiły osamotnionego Zabinasa, który uciekł do wiernej mu jeszcze Antiochii, gdzie swoim nierozważnym postępowaniem naraził się na gniew ludności miasta. Pojmany został postawiony przed obliczem króla, który skazał go na śmierć.
Rosnące znaczenie Gryposa zaniepokoiło Theę. Młody król też miał dosyć życia w cieniu matki i przygotował na nią zamach. Thea postanowiła go uprzedzić. Wyszła na spotkanie powracającego z polowania syna z czarą zimnego wina. Grypos był jednak nieufny. Współzawodnicząc z matką w grzeczności, prosił ją, by pierwsza upiła wina z czary. Gdy się wzbraniała tym bardziej nalegał. Kleopatra, zrozumiawszy, że przegrała, podniosła czarę do ust i wypiła przygotowaną dla syna truciznę.